# Saint Longinus (Bernini)
Saint Longinus est une sculpture de l'artiste italien Gian Lorenzo Bernini. Achevée en 1638, cette sculpture en marbre se trouve dans la niche nord-est de la croisée du transept de la basilique Saint-Pierre au Vatican. Elle est haute de plus de quatre mètres et a été commandée par le pape Urbain VIII, grand mécène du Cavalier Bernin.

## Contexte religieux
Longin est le centurion romain, aveugle, qui avec sa lance a transpercé Jésus-Christ au côté lors de sa crucifixion. Il se convertit au christianisme après l'événement, quand il réalise que Jésus est le fils de Dieu.
Après avoir été éclaboussé par l'eau jaillissant de la plaie de Jésus, il aurait retrouvé la vue, si bien que cette guérison et cette conversion sont à la fois pour lui un réveil aussi bien spirituel que physique.

## Composition
Le Bernin parvient à capturer le moment où Longin vit son éveil spirituel. Son regard porté vers le ciel et sa bouche entrouverte rappellent physiquement cet éveil. Son armure ainsi que son équipement militaire sont posés au sol derrière lui, comme symbole d'une carrière de soldat romain révolue.
Longin, les bras tendus, reçoit la lumière divine. Cette lumière passerait en pratique par les fenêtres de la Basilique Saint-Pierre. 